# Ришар, Жанна
Жанна Ришар (фр. Jeanne Richard; род. 13 апреля 2002, Морзин, Тонон-ле-Бен) — французская биатлонистка, призёр и победитель этапов Кубка мира.

## Спортивная карьера
Жанна Ришар является уроженкой Морзина (департамент Верхняя Савойя), её отец был лыжным инструктором. С детства занималась несколькими видами спорта: дзюдо, плаванием, теннисом, танцами, после чего решила остановиться на лыжном спорте: начала с горных лыж, затем перешла на беговые и, наконец, — в биатлон.

### Юношеские и юниорские соревнования
Жанна Ришар приняла участие в юношеских Олимпийских играх 2020 года, где выиграла «серебро» в индивидуальной гонке, а также в паре с Матьё Гарсией стала чемпионкой Игр в одиночной смешанной эстафете.
В 2021 году стала двукратной чемпионкой мира среди девушек до 19 лет, выиграв индивидуальную гонку, а также эстафету (с Фани Бертран и Майей Клотенс).
На юниорском чемпионате мира 2022 в составе эстафетной четвёрки (с Камиллой Купе, Ноэми Ремоннай и Осеан Мишлон) стала бронзовым призёром первенства, а год спустя во всех пяти гонках — трёх личных и двух эстафетных — завоевала серебряные медали соревнований.

### Кубок IBU
В декабре 2021 года дебютировала на этапе Кубка IBU в Обертиллиахе, однако в двух проведённых гонках не показала высоких результатов.
В конце 2023 года вернулась в состав второй сборной Франции и выиграла первый же старт (индивидуальную гонку) на этапе Кубка IBU в Контиолахти. На следующих этапах — в Идре и Шушёэне — Ришар дважды поднималась на пьедестал почёта, что вкупе с высокими показателями в остальных гонках сделало её к рождественскому перерыву в сезоне лидером общего зачёта Кубка IBU.

### Кубок мира
Благодаря хорошим выступлениям на Кубке IBU в декабре 2023 года Ришар была привлечена к основной французской команде для участия в Кубке мира. В первых же гонках в мировой элите показала высокие результаты, финишировав 8-й в спринте и 9-й в гонке преследования на этапе в Оберхофе, а на следующем этапе, прошедшем в Рупольдинге, была включена в состав победной эстафетной команды.
Перед стартом сезона 2024/25, наряду с Жюльей Симон, Жюстин Брезаз-Буше, Лу Жанмонно, Софи Шово, Жилонн Гигонна и Осеан Мишлон, Ришар вошла в тренерскую группу A сборной Франции. Благодаря прескрасной форме в первой части сезона, в течение которой биатлонистка попадала в топ-10 практически в каждой гонке, к рождественскому перерыву она стала лидером молодёжного (до 23 лет) зачёта. 19 января 2025 года впервые в карьере стала призёром в личных гонках в рамках Кубка мира, финишировав 3-й в масс-старте на этапе в Рупольдинге. По итогам сезона 2024/25 стала 5-й в общем зачёте и 2-й в молодёжном зачёте Кубка мира, уступив лишь 5 баллов своей соотечествиннице Осеан Мишлон.

### Чемпионаты мира
В качестве первой запасной Ришар была включена в состав французской сборной на чемпионат мира 2024. Благодаря победе Жюльи Симон в гонке преследования на предыдущем мировом первенстве, для участия в спринте Франция получила дополнительное место сверх квоты в 4 человека — помимо Жюльи Симон, Жюстин Брезаз-Буше, Лу Жанмонно и Софи Шово, 5-й французской участницей стала именно Жанна Ришар. В дебютной для себя гонке на мировых чемпионатах 21-летняя биатлонистка стала 15-й; спустя два дня гонку преследования она завершила на 18-м месте. Несмотря на то, что по итогам своих выступлений Ришар набрала достаточное количество баллов для участия в масс-старте, она не получила места в этой гонке, так её соотечественницы, показавшие ещё более высокие результаты, выбрали всю квоту для Франции в 4 человека.
На чемпионате мира 2025 провела 4 личных гонки, и если в индивидуальной, спринтерской гонках и пасьюте не смогла попасть даже в топ-20, то в завершающем программу мирового первенства масс-старте финировала на высоком 4-м месте.

## Результаты на крупнейших соревнованиях

### Чемпионаты мира
| Год  | Место проведения | Индивид. гонка | Спринт | Гонка преследования | Масс-старт | Эстафета | Смешанная эстафета | Одиночная смешанная эстафета |
| ---- | ---------------- | -------------- | ------ | ------------------- | ---------- | -------- | ------------------ | ---------------------------- |
| 2024 | Нове-Место       | —              | 15     | 18                  | —          | —        | —                  | —                            |
| 2025 | Ленцерхайде      | 23             | 28     | 34                  | 4          | —        | —                  | —                            |

### Кубок мира
Результаты сезонов на Кубке мира
| Сезон   | Общий зачёт | Общий зачёт | Индивид. гонки | Индивид. гонки | Спринты | Спринты | Гонки преследования | Гонки преследования | Масс-старты | Масс-старты | До 23 (25) лет | До 23 (25) лет |
| Сезон   | Очки        | Место       | Очки           | Место          | Очки    | Место   | Очки                | Место               | Очки        | Место       | Очки           | Место          |
| ------- | ----------- | ----------- | -------------- | -------------- | ------- | ------- | ------------------- | ------------------- | ----------- | ----------- | -------------- | -------------- |
| 2023/24 | 157         | 39          | 11             | 58             | 71      | 31      | 75                  | 30                  | —           | —           | 157            | 9              |
| 2024/25 | 755         | 5           | 87             | 10             | 193     | 11      | 245                 | 4                   | 230         | 4           | 755            | 2              |

1. ↑  С сезона 2019/20 по сезон 2023/24 отдельный Малый хрустальный глобус вручался спортсменам в возрасте до 25 лет; впоследствии — спортсменам до 23 лет.

| 2024/2025 Итоги | 2024/2025 Итоги | Контиолахти | Контиолахти | Контиолахти | Контиолахти | Контиолахти | Контиолахти | Хохфильцен | Хохфильцен | Хохфильцен | Анси | Анси | Анси | Оберхоф | Оберхоф | Оберхоф | Оберхоф | Рупольдинг | Рупольдинг | Рупольдинг | Антхольц | Антхольц | Антхольц | ЧМ Ленцерхайде | ЧМ Ленцерхайде | ЧМ Ленцерхайде | ЧМ Ленцерхайде | ЧМ Ленцерхайде | ЧМ Ленцерхайде | ЧМ Ленцерхайде | Нове-Место | Нове-Место | Нове-Место | Поклюка | Поклюка | Поклюка | Поклюка | Осло | Осло | Осло |
| Очков           | Место           | Осм         | См          | Эст         | КорИнд      | Спр         | МС          | Спр        | Пр         | Эст        | Спр  | Пр   | МС   | Спр     | Пр      | Осм     | См      | Инд        | Эст        | МС         | Спр      | Пр       | Эст      | См             | Спр            | Пр             | Инд            | Осм            | Эст            | МС             | Спр        | Пр         | Эст        | КорИнд  | МС      | См      | Осм     | Спр  | Пр   | МС   |
| 755             | 5               | —           | —           | —           | 11          | 12          | 12          | 35         | 14         | —          | 12   | 4    | 4    | 11      | 6       | —       | 2       | 15         | —          | 3          | 6        | 4        | 3        | —              | 28             | 34             | 23             | —              | —              | 4              | 11         | 9          | —          | 10      | 4       | 2       | —       | 17   | 12   | 15   |

| 2023/2024 Итоги | 2023/2024 Итоги | Эстерсунд | Эстерсунд | Эстерсунд | Эстерсунд | Эстерсунд | Эстерсунд | Хохфильцен | Хохфильцен | Хохфильцен | Ленцерхайде | Ленцерхайде | Ленцерхайде | Оберхоф | Оберхоф | Оберхоф | Рупольдинг | Рупольдинг | Рупольдинг | Антхольц | Антхольц | Антхольц | Антхольц | ЧМ Нове-Место | ЧМ Нове-Место | ЧМ Нове-Место | ЧМ Нове-Место | ЧМ Нове-Место | ЧМ Нове-Место | ЧМ Нове-Место | Осло | Осло | Осло | Осло | Солджер Холлоу | Солджер Холлоу | Солджер Холлоу | Канмор | Канмор | Канмор |
| Очков           | Место           | Осм       | См        | Инд       | Эст       | Спр       | Пр        | Спр        | Пр         | Эст        | Спр         | Пр          | МС          | Спр     | Пр      | Эст     | Эст        | Спр        | Пр         | КорИнд   | Осм      | См       | МС       | См            | Спр           | Пр            | Инд           | Осм           | Эст           | МС            | Инд  | МС   | Осм  | См   | Спр            | Эст            | Пр             | Спр    | Пр     | МС     |
| 157             | 39              | —         | —         | —         | —         | —         | —         | —          | —          | —          | —           | —           | —           | 8       | 9       | —       | 1          | 20         | 20         | 44       | —        | 5        | —        | —             | 15            | 18            | —             | —             | —             | —             | 30   | —    | —    | —    | 34             | 6              | 34             | 32     | 26     | —      |

### Чемпионаты Европы (открытые)
| Год  | Место проведения | Индивид. гонка | Спринт | Гонка преследования | Эстафета       | Смешанная эстафета | Одиночная смешанная эстафета |
| ---- | ---------------- | -------------- | ------ | ------------------- | -------------- | ------------------ | ---------------------------- |
| 2023 | Ленцерхайде      | 13             | 14     | 14                  | не проводилась | 7                  | —                            |

### Кубок IBU (Открытый Кубок Европы)
Результаты сезонов на Кубке IBU
| Сезон   | Общий зачёт | Общий зачёт | Индивид. гонки | Индивид. гонки | Спринты | Спринты | Гонки преследования | Гонки преследования | Масс-старты | Масс-старты | Суперспринты   | Суперспринты   |
| Сезон   | Очки        | Место       | Очки           | Место          | Очки    | Место   | Очки                | Место               | Очки        | Место       | Очки           | Место          |
| ------- | ----------- | ----------- | -------------- | -------------- | ------- | ------- | ------------------- | ------------------- | ----------- | ----------- | -------------- | -------------- |
| 2021/22 | 0           | —           | 0              | —              | 0       | —       | —                   | —                   | —           | —           | —              | —              |
| 2022/23 | 160         | 43          | 28             | 39             | 50      | 61      | 57                  | 21                  | 25          | 30          | —              | —              |
| 2023/24 | 408         | 16          | 90             | 8              | 199     | 17      | 85                  | 18                  | 34          | 31          | не проводились | не проводились |